# Bruno (Nebraska)
Bruno és una població dels Estats Units a l'estat de Nebraska. Segons el cens del 2000 tenia 112 habitants.

## Demografia
Segons el cens del 2000, Bruno tenia 112 habitants, 49 habitatges, i 31 famílies. La densitat de població era de 160,2 habitants per km².
Dels 49 habitatges en un 22,4% hi vivien nens de menys de 18 anys, en un 57,1% hi vivien parelles casades, en un 6,1% dones solteres, i en un 36,7% no eren unitats familiars. En el 36,7% dels habitatges hi vivien persones soles el 18,4% de les quals corresponia a persones de 65 anys o més que vivien soles. El nombre mitjà de persones vivint en cada habitatge era de 2,29 i el nombre mitjà de persones que vivien en cada família era de 3,03.
Per edats la població es repartia de la següent manera: un 24,1% tenia menys de 18 anys, un 7,1% entre 18 i 24, un 21,4% entre 25 i 44, un 28,6% de 45 a 60 i un 18,8% 65 anys o més.
L'edat mediana era de 42 anys. Per cada 100 dones de 18 o més anys hi havia 123,7 homes.
La renda mediana per habitatge era de 28.750 $ i la renda mediana per família de 37.083 $. Els homes tenien una renda mediana de 20.972 $ mentre que les dones 26.250 $. La renda per capita de la població era de 15.384 $. Aproximadament l'11,1% de les famílies i el 26,7% de la població estaven per davall del llindar de pobresa.

## Poblacions més properes
El següent diagrama mostra les poblacions més properes.